# ルーキー・ラギング・デー
ルーキー・ラギング・デー（rookie ragging day）は、メジャーリーグなどで新人選手に風変わりな仮装などをさせる行事。
ルーキー・ラギング・デーというのは和製英語である。英語では、ルーキー・ヘイジング（rookie hazing）という。hazing は「いじめ」という意味。